# Borzas len
A borzas len (Linum hirsutum) a len nemzetségbe tartozó évelő növényfaj. Magyarországon védett, természetvédelmi értéke: 5 000Ft.
2023-ban Magyarországon az év vadvirága.

## Élőhelye
Száraz sztyeprétek növénye, az alfaj (subsp. glabrescens) homokpusztákon fordul elő. Magyarországon északkeleten és az Alföldön gyakori, a Dunántúlon és délkeleten ritkább, többek közt a Cserhátban, valamint a Mátrában fordul elő.

## Leírása
Nagy termetű, 40–80 cm magas, gyakran tőből elágazó, felegyenesedő szárú növény.
Magyarországon két alfaja él: az egyik maga a tőfaj, a Linum hirsutum subsp. hirsutum, melynek szára, levelei és csészelevelei pelyhes-bozontosak. A levelek szórt állásúak, ülők, tojásdadok vagy elliptikus-lándzsásak, tompa csúcsúak, felfelé fokozatosan keskenyednek. Sugarasan szimmetrikus 5 tagú virágai álfüzér virágzatot alkotnak. A szirmok szabadok 15–20 mm hosszúak, halvány vagy sötét liláskékek. A csészecimpák jól láthatóan mirigyes szélűek. A másik alfaj, a Linum hirsutum subsp. glabrescens szára és levele kopasz vagy csak felül molyhosodó, levelei szálas-lándzsásak.
Május-július között virágzik. Termése kerek toktermés. A subsp. glabrescens pannóniai endemizmus.
Több kék virágú lenfaj él Magyarországon, melyekkel esetleg összetéveszthető. Az évelő len (L. perenne) és a korábban virágzó hegyi len (L. austriacum) csészecimpái mirigytelen szélűek, leveleik keskeny-lándzsásak, ill. szálas-lándzsásak. A termesztett és néha elvaduló kopasz házi len (L. usitatissimum) kevés virágú, toktermése éretten is zárt.

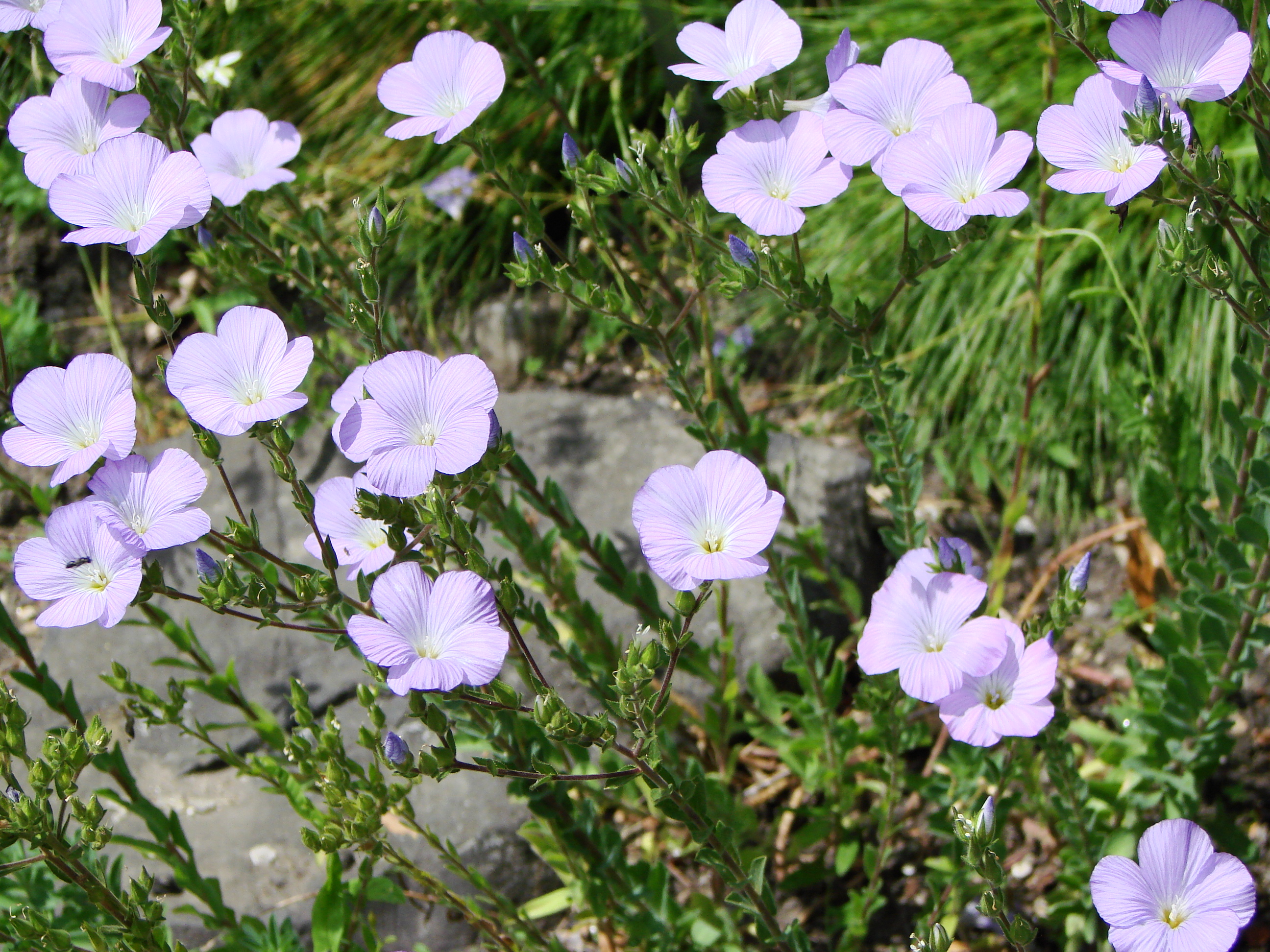
Borzas len
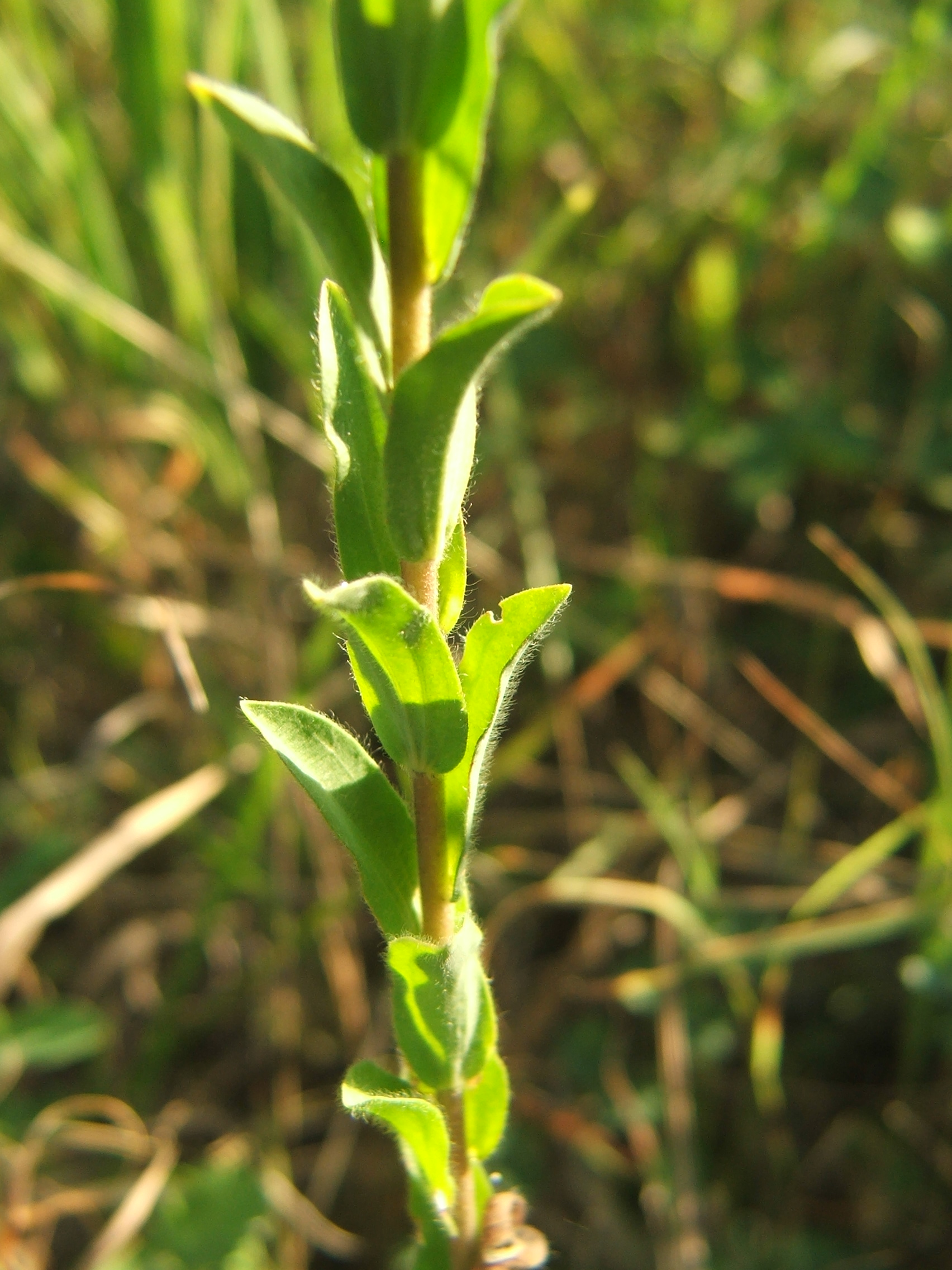
Levelei
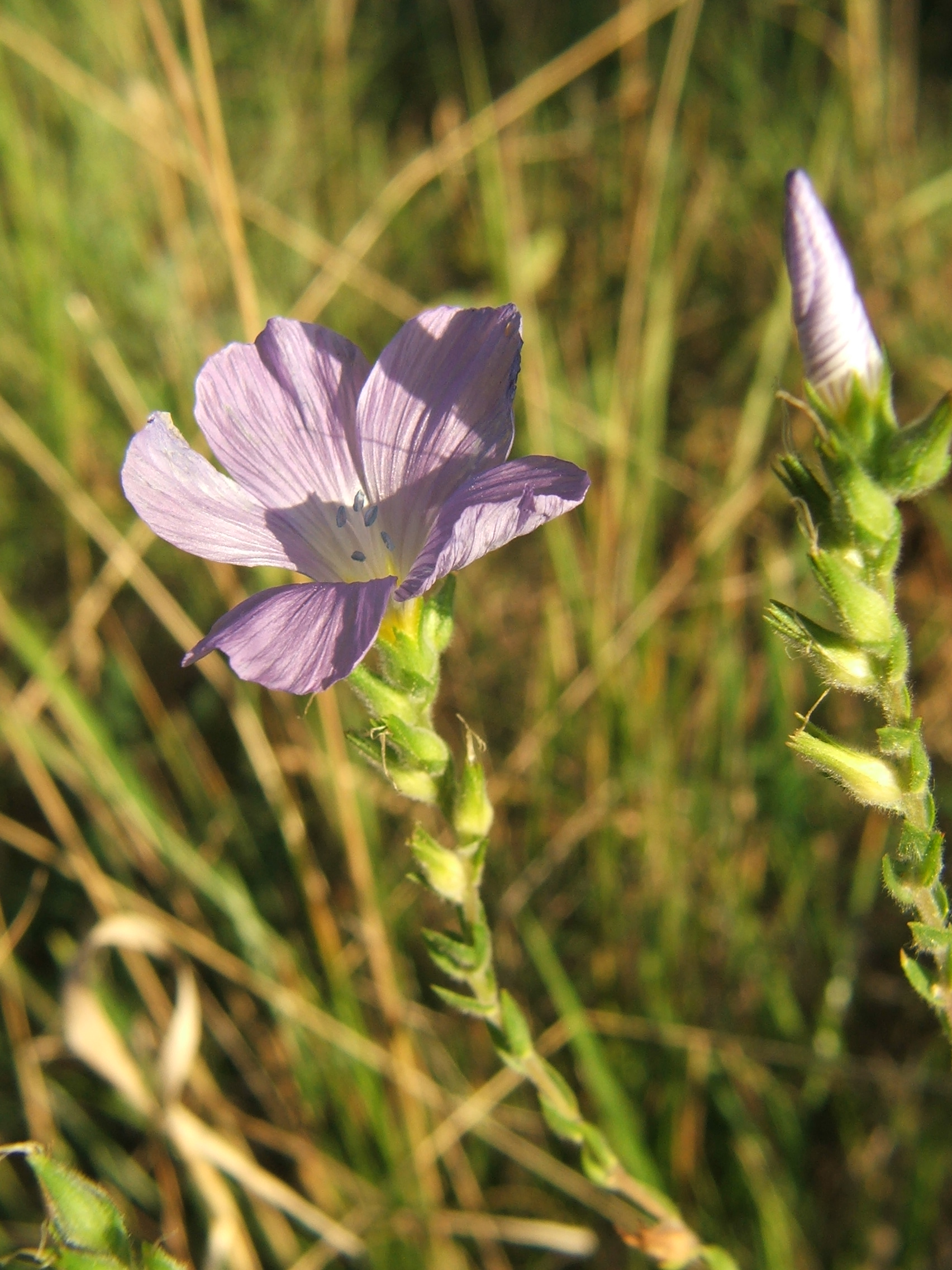
Virága